# Kim de Baat
Kim de Baat (Rotterdam, 29 de maig de 1991) és una ciclista neerlandesa, professional des del 2013 i fins al 2023. Al 2022 formà part de l'UCI Women's Team Plantur–Pura.
És filla de la campiona dels Països Baixos de ciclisme de carretera de 1977 Nita van Vliet i neboda del ciclista de curses Teun van Vliet. El 2015 es va nacionalitzar belga. Al llarg del 2020 va formar part de l'equip Ciclotel.

## Palmarès
- 2012
  - 1a a la Dwars door de Westhoek
  - 1a a la Parel van de Veluwe
- 2022
  -  Campiona de Bèlgica en ruta